# Brussels Anti-Slavery Conference 1889–90
Brussels Anti-Slavery Conference 1889–90 var en internationell konferens som hölls i Bryssel i Belgien mellan 18 november 1889 och 2 juli 1890. 

## Historik
Den brittiska Anti-Slavery International sände en rapport till konferensen. Syftet var att få till stånd en internationell överenskommelse mot slaveri och slavhandel. Fokus låg på länder som ägde kolonier, och på att avskaffa slavhandel och slaveri i kolonialväldena, särskilt på den afrikanska kontinenten, som just då var på väg att koloniseras av Europa. 
Konferensen är främst känd för att ha resulterat i Brysselakten eller Brussels Conference Act of 1890, som trädde i kraft 1892.  Slavhandel, slavräder, export av slavar och uppenbart slaveri ansågs vid denna tid inte önskvärt av de västerländska kolonialväldena, och akten utformades för att tillmötesgå deras intresse att avskaffa sådana fenomen.  Däremot innehöll den inga mekanismer om att efterfölja att akten följdes, eller bestraffa de som bröt mot den.  
Den resulterade i att öppen slavhandel och slaveri officiellt förbjöds i de västerländska kolonialväldena, och övriga länder som undertecknade fördraget. Underjordisk slavhandel, och förtäckt slaveri i form av olika former av tvångsarbete, tolererades dock fortsatt. 
Nästa stora initiativ av samma slav var Temporary Slavery Commission 1924. 